# Endegna
Cette page contient des caractères éthiopiques. En cas de problème, consultez Aide:Unicode ou testez votre navigateur.
Endegna, anciennement Yegna, est un girl group éthiopien de pop, originaire de Addis-Abeba, actif entre 2013 et 2020. À travers la vidéo et la radio, elles luttent contre la condition féminine et œuvrent à sensibiliser la population éthiopienne sur les droits des femmes et des petites filles.

## Histoire

### Débuts
Fondé en 2013 par l'organisation britannique Girl Effect, collaboration entre le Département britannique du développement international et la Fondation Nike, Yegna est composé de cinq artistes éthiopiennes renommées Zebiba, Melat, Sara, Mimi et Lemlem. Après le succès de leur première vidéo Abet, le groupe publie la même année Taitu en collaboration avec la musicienne éthiopienne Aster Aweke. Le titre fait référence à une reine éthiopienne du début du XXe siècle. Si la presse les a hâtivement présentées comme les Spice Girls éthiopiennes, le groupe se définit davantage comme un outil de sensibilisation à la condition féminine dans la société.
Âgées d'une vingtaine d'années, elles deviennent les héroïnes d’une série radiophonique diffusée sur les ondes éthiopiennes. Le programme repose sur cinq personnages dont l’adolescence est loin d’être paisible et qui, grâce à la musique, surmontent les obstacles auxquels les filles doivent faire face au quotidien, comme les mariages forcés, les difficultés d'accès à l'éducation ou la violence familiale. Chaque épisode est suivi d’un débat abordant l'ensemble des sujets dits tabous dans une société éthiopienne confrontée au lourd poids de la tradition. Les cinq musiciennes défendent à travers leurs chansons pop les droits des petites filles dans leur pays, tout en combattant de manière générale l'ensemble des inégalités femmes-hommes. Dès le lancement du projet, les clips du groupe cumulent des millions de vues aussi bien dans leurs pays que dans le monde entier grâce aux sites web d’hébergement de vidéos. 
En 2015, une enquête réalisée par Girl Effect a permis d'identifier les différents impacts du programme sur la société éthiopienne. Parmi les auditeurs réguliers femmes et hommes, 65 % d'entre eux admettent que le programme leur permet une réflexion nouvelle et un changement de mentalité concret envers la condition des petites filles éthiopiennes.

### Polémique
En décembre 2016, Yegna reçoit une donation d'environ 6 millions d'euros du gouvernement britannique. Cette somme a pour objectif de permettre au groupe d'étendre son champ d'action à travers l'Éthiopie. Si la droite conservatrice ne soutient pas publiquement ce financement, c'est avant tout la presse britannique qui émet de vives critiques quant à la nature même du projet. En janvier 2017, le gouvernement du Royaume-Uni décide de mettre fin à l'aide financière accordée à Yegna affirmant qu'il existe des « moyens plus efficaces » d'investir l'aide britannique. 
Kate Osamor, secrétaire au Shadow Secretary of State for International Development, principal porte-parole de l'opposition officielle du Royaume-Uni sur les questions relatives au Département du Développement international (DFID) et responsable de l'aide internationale, déclare regrettable la manière dont le projet se trouve soudainement bafoué. Pour elle, les titres de presse décrivant les musiciennes comme étant simplement un groupe pop sont volontairement « sensationnalistes ». Elle ajoute que la somme fournie à Yegna s'inscrit dans une campagne beaucoup plus large qui a été ignorée dans les rapports.
Selon Girl Effect, Yegna atteint 8,5 millions de personnes, soit 50 % de la population entre la capitale Addis-Abeba et la région d'Amhara en Éthiopie, et aide à changer la vie des petites filles les plus difficiles à atteindre et les plus défavorisées du monde. Pour l'organisation, bien que le Royaume-Uni ait brisé de « nouveaux freins d'action » en investissant dans Yegna[pas clair], il n'est pas étonnant que « des idées novatrices soient combattues par les plus conservateurs et parfois volontairement dénaturées ».

### Changement de nom et séparation
En 2018, le groupe change de nom pour devenir Endegna, avec la sortie de nouvelles chansons Leman Biye le 8 juin 2018, Ho Blen pour le Nouvel An éthiopien le 6 septembre 2018 et Fikir le 9 février 2019.
Le groupe connait une brève rupture à la mi-2019 pour poursuivre sa carrière individuelle. Le 28 février 2019, Rahel sort Tilobegn, Zebiba sort Gerager le 8 août 2019, Lemlem sort Gedam le 18 octobre 2019, Teref sort Demo'Na le 28 février 2020 Eyerusalem sort Menagn le 17 juillet 2021.

## Discographie
- 2013 : Abet (avec Haile Roots)
- 2014 : Taitu (avec Aster Aweke)
- 2018 : Leman Biye
- 2018 : Ho Blen
- 2019 : Fikir
- 2020 : Yeabay Zemene Lijoch